# Años 390
Los años 390 o década del 390 empezó el 1 de enero del 390 y terminó el 31 de diciembre del 399. 

## Acontecimientos
- 390: Aparición de la doctrina de Pelagio.
- 399: San Anastasio I sucede a San Siricio como papa.
- I Concilio de Toledo